# Склерометрія
Склерометрія (від склеро... і метрія) — розділ вимірювальної фізики, що кількісно визначає ступінь твердості фізичного тіла. За допомогою склерометрії встановлюють зв'язок між твердістю матеріалу та його іншими характеристиками. Найбільш практично значення склерометрія отримала при випробуванні металів та металічних сплавів, мінералів і гірських порід, а також деревини та різних штучних твердих матеріалів, що належать до пластинок.